# バスビー・バークレー
- バスビー・バークレー
- バスビー・バークレイ
- バズビー・バークレー
- バズビー・バークレイ
- バズビー・バークリー

バスビー・バークレー（Busby Berkeley、1895年11月29日 - 1976年3月14日）は、アメリカ合衆国のミュージカル・コレオグラファー、映画監督である。
幾何学模様の複合的なパターンの複雑なミュージカル演出を考案した。大勢のショーガールを多用し、映像の中で万華鏡のようなファンタジックな世界を作り出した。

## 人物・来歴
1895年（明治28年）11月29日、アメリカ合衆国、カリフォルニア州ロサンゼルスに生まれる。
1900年（明治33年）、演劇一家の家族の劇団で、5歳で初舞台を踏む。第一次世界大戦では、野戦砲隊の中尉として従軍した。1920年代にはブロードウェイで舞踊監督として20本以上の舞台で活躍し、1925年（大正14年）には『ホルカ・ポルカ』のコレオグラファーとしてクレジットされている。

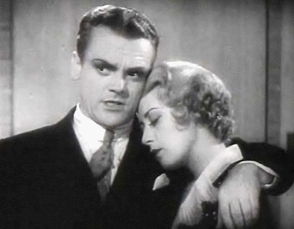
ロイド・ベーコン監督作『フットライト・パレード』（1933年）

1930年（昭和5年）、映画界に進出、サミュエル・ゴールドウィン・スタジオで製作されたソーントン・フリーランド監督のミュージカル・コメディ映画『ウーピー』の舞踊演出をする。1933年（昭和8年）には、ジョージ・エイミーとの共同監督作『シー・ハド・トゥ・セイ・イエス』で映画監督としてデビューした。1936年（昭和11年）から3年連続で、アカデミー賞のダンス監督賞を受賞している。
1954年（昭和29年）のマーヴィン・ルロイ監督の『ローズ・マリー』を振付演出した以降は、ブロードウェイに戻り、もともとの舞台の演出に腕を振るった。映画界での最後の仕事は、1962年（昭和37年）、チャールズ・ウォルターズ監督の『ジャンボ』であった。
1976年（昭和51年）3月14日、カリフォルニア州パームスプリングスで死去した。満80歳没。

## 生い立ち
1895年11月29日、アメリカ合衆国、カリフォルニア州ロサンゼルスにて父フランシス・イーノズと母で舞台女優のガートルード・バークレー（1864年 - 1946年）のもとに生まれた。バークレーが8歳の時に父が亡くなった。フランシスが運営する劇団ティム・フローリーズ・ストックにガートルードの友人たちが所属しており、うち2人にちなんで名付けられた。女優エイミー・バズビーから「バズ」、「バズビー」の呼び名を得て、シャーロック・ホームズ役を演じた俳優ウィリアム・ジレットから「ウィリアム」を得て「バズビー・バークレー・ウィリアム・イーノズ」、また一説によると「バズビー」をニックネームに「バークレー・ウィリアム・イーノズ」と名付けられた。出生証明書の幼名欄は空白であった。
バークレーがまだ子供の頃、ガートルードは舞台だけでなくサイレント映画でも母親役を演じていた。バークレーは5歳の頃に舞台デビューした。1917年、バークレーはマサチューセッツ州アソルに住み、広報営業の職に就いていた。第一次世界大戦中、バークレーは野戦砲隊中尉となり、1,200名の兵士の複雑な訓練を指揮した。

## キャリア

### 初期
1920年代、バークレーはヒット作『A Connecticut Yankee』など20作前後のブロードウェイ・ミュージカルのダンス演出を行っていた。振付師として、バークレーはコーラスガールたちのダンスのスキルはあまり問題にせず、力量に合わせて魅力的な幾何学模様のフォームを形作った。バークレーの振り付けた楽曲はブロードウェイにおいて最大かつ最も訓練されたものであった。
初期の映画作品ではサミュエル・ゴールドウィンによるエディ・カンターのミュージカルにおいて、コーラスガール個々の顔に次々とクローズアップする「parade of faces」、舞台中あるいは舞台外にもダンサーを動かし万華鏡のようなパターンを形作るなどの技術を向上していった 。バークレーの万華鏡のような演出を頭上から撮影する技術は、カンターの出演作や、1932年のユニバーサル・ピクチャーズのドラマ映画『夜の世界』の楽曲『Who's Your Little Who-Zis?』でみられるように独創的で影響力のあるものであった。

### 革新的な振付
バークレーの振付曲の定番は、舞台の領域内で始まるが、すぐに撮影におさまる範囲でその領域を出て、拍手をする観客が映りカーテンが降りる。通常は4台のカメラを使用するが、バークレーは自身のビジョンをコントロールするため1台のカメラで成し遂げるため、監督はそれを編集することができなかった。振付師としてバークレーはミュージカル曲の演出を独立して進めることに同意されており、映画の筋書きから大幅にずれることも多かった。バークレーは映画の他のシーンをほとんど見ていなかった。バークレーが振り付けた曲は多くがアップビートで、要旨に反して美しさに焦点を当てたものであり、そのコストは1分間で1万ドル前後となり、映画の予算を越えることもあった。ほぼ唯一の例外は『ゴールド・ディガース』の戦争にまつわる切ない楽曲『Remember My Forgotten Man』で、世界恐慌のさなか、第一次世界大戦退役軍人への不当な扱いに抗議の意を込められた。
バークレーはワーナー・ブラザースの5作品、『四十二番街』、『フットライト・パレード』、『ゴールド・ディガース』、『泥酔夢』、『流行の王様』およびドロレス・デル・リオの『カリアンテ』、『ワンダー・バー』を掛け持ち、バークレーの人気は不況でエンタメに飢えていた人々から支えられていた。バークレーは常に演出に深い意味はないとし、自身の目標は常にトップでいることであり、過去の作品は再演しないと主張していた。
バークレーの壮大な演出は次第に流行遅れとなり、ストレートの監督も行なった。この結果、1939年の『ゼイ・メイド・ミー・ア・クリミナル』はジョン・ガーフィールドの最高ヒット映画の1つとなった。この作品はバークレーにとって唯一のミュージカルでない監督映画となった。バークレーはジュディ・ガーランドなどメトロ・ゴールドウィン・メイヤーのスターたちと不仲であることで知られる。1943年、ガーランドとの不仲により『ガール・クレイジー』を解雇となった。ただし収録済みであった楽曲『アイ・ガット・リズム』はそのまま作品に残った。

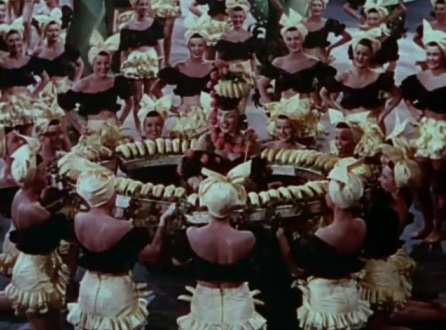
1943年、『バズビー・バークリーの集まれ!仲間たち』のカルメン・ミランダ。

1943年、20世紀フォックスの『バズビー・バークリーの集まれ!仲間たち』でカルメン・ミランダの楽曲『Lady in the Tutti-Frutti Hat』の振付を行なった。興行的に成功したが、バークレーとフォックス上層部は製作費の問題で合意できなかった。1940年代後期、バークレーはMGMに戻り、テクニカラー時代の終盤でエスター・ウィリアムズの作品など多くの傑作を製作した。バークレーのコレオグラファーとしての最後の作品は1962年、MGMの『ジャンボ (映画)』となった。

### 後年
1960年代後期、キャンプの流行により、バークレーのミュージカルは再び脚光を浴び、各地の大学で講義を行なった。「Gold Diggers of 1933」をもじった「"Cold Diggers of 1969"」として風邪薬であるコンタック・カプセルの1930年代風コマーシャルの監督を行ない、時計の針に見立てたダンサーたちを頭上から撮影した。75歳となったバークレーはブロードウェイに復帰し、『ノー・ノー・ナネット』再演の演出をし、ワーナー時代の同僚で『四十二番街』のスターであるルビー・キーラーが主演しヒットした。1970年、バークレーとキーラーは映画『The Phynx』にカメオ出演した。

## 私生活
バークレーは6回結婚した。その中には女優マーナ・ケネディ、エスター・ミューア、エッタ・ダンがいる。1938年、愛情のもつれによりキャロル・ランディスに関わる訴訟を起こされた。ロレイン・スタインとは婚約はしたが結婚にはいたらなかった。
バークレーは飲酒を好み、しばしば風呂に浸かりながらマティーニを飲んでいた。母親が亡くなると仕事に身が入らなくなり、自殺未遂を企て、1946年7月、睡眠薬を過剰摂取し手首を切った。長期入院し、精神状態に大きな影響が出た。
1935年9月、バークレーは交通事故を起こし、5人が怪我をし、2人が亡くなった。バークレーは負傷し、法廷に向かう際ストレッチャーに載せられた。『タイム』誌によると、以下の証言によりバークレーは表情を曇らせた。「目撃者は、ある夜ロサンゼルス郡のルーズベルト・ハイウェイで運転者のバークレーが速度を落とし、車線を変えた時に1台の車に衝突し、他の車に横から衝突した。他の目撃者はバークレーから酒の匂いがしたと語った」。
最初の2回の裁判では求刑第二級殺人であったが評決不能陪審で終了し、3回目の裁判で罪を逃れた。
1976年3月14日、80歳でカリフォルニア州パームスプリングスで自然死した。カリフォルニア州カセドラルにあるデザート・メモリアル・パークに埋葬された。

## レガシー
1988年、全米ダンス殿堂博物館に殿堂入りした。

## ブロードウェイ
- 『コネチカット・ヤンキー』 A Connecticut Yankee（1927年）（コレオグラファー）
- 『フーピー』 Whoopee!（1928年）（コレオグラファー）
- 『ノー・ノー・ナネット』 No, No, Nanette（1971年）（production supervisor）

## フィルモグラフィ
- 『ウーピー』 Whoopee! : 監督ソーントン・フリーランド、1930年 - コレオグラファー
- 『お転婆キキ』 Kiki : 監督サム・テイラー、1931年 - コレオグラファー
- 『突貫勘太』 Palmy Days : 監督エドワード・サザーランド、1931年 - コレオグラファー
- 『青空狂騒曲』 Flying High : 監督チャールズ・F・ライズナー、1931年 - コレオグラファー
- 『カンターの闘牛師』 The Kid from Spain : 監督レオ・マッケレー、1932年 - コレオグラファー
- 『天国爆撃隊』 Sky Devils : 監督エドワード・サザーランド、1932年 - コレオグラファー
- 『夜の世界』Night World : 監督ホバート・ヘンリー、1932年 - コレオグラファー
- 『南海の劫火』 Bird of Paradise : 監督キング・ヴィダー、1932年 - コレオグラファー、ネイティブ・ダンス
- 『シー・ハド・トゥ・セイ・イエス』 She Had to Say Yes : 共同監督ジョージ・エイミー、1933年 - 監督デビュー
- 『四十二番街』 42nd Street : 監督ロイド・ベーコン、1933年 - コレオグラファー
- 『ゴールド・ディガース』 Gold Diggers of 1933 : 監督マーヴィン・ルロイ、1933年 - コレオグラファー
- 『フットライト・パレード』 Footlight Parade : 監督ロイド・ベーコン、1933年 - コレオグラファー
- 『ローマ太平記』 Roman Scandals : 監督フランク・タトル、1933年 - コレオグラファー
- 『流行の王様』 Fashions of 1934 : 監督ウィリアム・ディターレ、1934年 - 監督、コレオグラファー
- 『ワンダー・バー』 Wonder Bar : 監督ロイド・ベーコン、1934年 - コレオグラファー
- 『ブラウンの千両役者』 Bright Lights : 1935年 - 監督
- 『泥酔夢』 Dames : 監督レイ・エンライト、1934年 - 監督、コレオグラファー
- 『ゴールド・ディガース36年』 Gold Diggers of 1935 : 1935年 - 監督・コレオグラファー
- 『カリアンテ』 In Caliente : 監督ロイド・ベーコン、1935年 - 監督、コレオグラファー
- 『アイ・リブ・フォー・ラブ』I Live for Love : 1935年 - 監督
- 『踊る三十七年』 Gold Diggers of 1937 : 監督ロイド・ベーコン、1936年 - 監督、コレオグラファー
- 『ステージ・ストラック』Stage Struck : 1936年 - 監督
- 『就職戦術』 The Go Getter : 1937年 - 監督
- 『唄う陸戦隊』 The Singing Marine : 監督レイ・エンライト、1937年 - 監督、コレオグラファー
- 『映都万華曲』（『聖林ホテル』） Hollywood Hotel : 1937年 - 監督
- 『大学祭り』 Varsity Show : 共同監督ウィリアム・ケイリー、1937年 - フィナーレの監督
- 『夜は巴里で』 Gold Diggers in Paris : 監督レイ・エンライト、1938年 - 監督、コレオグラファー
- 『メン・アー・サッチ・フールズ』 Men Are Such Fools : 1938年 - 監督
- 『コメット・オーバー・ブロードウェイ』 Comet Over Broadway : 1938年 - 監督(ジョン・ファローが後継)
- 『ゼイ・メイド・ミー・ア・クリミナル』They Made Me a Criminal : 1939年 - 監督
- 『ファスト・アンド・フューリアス』 Fast and Furious : 1939年 - 監督
- 『ブロードウェイ・セレナーデ』 Broadway Serenade : 1939年、フィナーレの監督
- 『青春一座』 Babes in Arms : 1939年 - 監督
- 『ストライク・アップ・ザ・バンド』 Strike Up the Band : 1940年 - 監督
- 『フォーティ・リトル・マザーズ』Forty Little Mothers : 1940年 - 監督
- 『美人劇場』 Ziegfeld Girl : 1941年 - ミュージカル監督
- 『ブロードウェイ』 Babes on Broadway : 1941年 - 監督
- 『レディ・ビー・グッド』 Lady Be Good : 1941年 - ミュージカル監督
- 『フォー・ミー・アンド・マイ・ギャル』 For Me and My Gal : 1942年 - 監督
- 『キャビン・イン・ザ・スカイ』 Cabin in the Sky : 1943年 - "Shine"シーケンスの監督
- 『ガール・クレイジー』 Girl Crazy : 1943年 - フィナーレ「アイ・ガット・リズム」監督
- 『バズビー・バークリーの集まれ!仲間たち』 The Gang's All Here : 1943年 - 監督
- 『婿探し千万弗』 Cinderella Jones : 1946年 - 監督
- 『洋上のロマンス』 Romance on the High Seas : 1948年 - コレオグラファー
- 『私を野球につれてって』 Take Me Out to the Ball Game : 1949年 - 監督
- 『アニーよ銃をとれ』 Annie Get Your Gun : 1950年 - 監督(クレジット無し)
- 『トゥ・ウィークス・ウイズ・ラブ』 Two Weeks with Love : 1950年 - コレオグラファー
- 『コール・ミー・ミスター』 Call Me Mister : 1951年 - コレオグラファー
- 『ブロードウェイへの2枚の切符』 Two Tickets to Broadway : 1951年 - コレオグラファー
- 『百万弗の人魚』 Million Dollar Mermaid : 監督マーヴィン・ルロイ、1952年 - コレオグラファー
- 『スモール・タウン・ガール』 Small Town Girl : 1953年 - コレオグラファー
- 『イージー・トゥ・ラブ』 Easy to Love : 1953年 - コレオグラファー
- 『ローズ・マリー』 Rose Marie : 監督マーヴィン・ルロイ、1954年 - コレオグラファー
- 『ジャンボ』 Billy Rose's Jumbo : 監督チャールズ・ウォルターズ、1962年 - コレオグラファー